# Hanamapur, Gokak
Hanamapur là một làng thuộc tehsil Gokak, huyện Belgaum, bang Karnataka, Ấn Độ.